# Giuseppe Paolucci
Pour les articles homonymes, voir Paolucci.
Giuseppe Paolucci, né à Spello en 1661 et mort à Rome le 24 mars 1730, est un poète italien.

## Biographie
Giuseppe Paolucci naquit en 1661 à Spello. Ayant terminé ses études à Rome, il contracta bientôt une amitié durable avec Giambattista Felice Zappi, Vincenzio Leonio et Giovanni Mario Crescimbeni, et devint l’un des fondateurs de la célèbre Académie d'Arcadie. Secrétaire du cardinal Spinola, il accompagna ce prélat dans sa légation à Bologne, où il passa plusieurs années dans la société des savants les plus distingués. À son retour à Rome, il fut pourvu d’un canonicat du chapitre de Saint-Ange, et consacra le reste de sa vie à la culture des lettres. Il mourut le 24 mars 1730, regretté de tous ceux qui l’avaient connu. Homme de goût, sa bibliothèque était peu nombreuse, mais bien choisie.

## Œuvres
Outre une excellente édition des Poésies de Chiabrera, Rome, 1718, 3 vol. in-8°, ornée d’une bonne préface, on a de Paolucci des Rime dans la Raccolta de Gobbi, t. 3, et dans le tome 1er des Rime degli Arcadi ; — la Vie de Benedetto Menzini, dans les Vite degli Arcadi, tome 1er ; — Discorso che forse non meritava il titolo di Savio, dans les Prose degli Arcadi, t. 3. Voy. l’éloge de Paolucci dans les Vite degli Arcadi, t. 5.